# كيث بار
كيث بار (بالإنجليزية: Keith Barr)‏ هو لاعب كرة القدم الغالية أيرلندي، ولد في 26 يناير 1968 في دبلن في جمهورية أيرلندا.